# هوزیو (دهانه)
هوزیو یک دهانه برخوردی در ماه‌ است.

## دهانه‌های اقماری
این دهانه ۲ دهانه اقماری دارد.
| Houzeau | عرض جغرافیایی | طول جغرافیایی | قطر          |
| ------- | ------------- | ------------- | ------------ |
| Q       | ۱۹.۰° S       | ۱۲۴.۷° W      | ۱۸.۰ کیلومتر |
| P       | ۱۹.۷° S       | ۱۲۵.۰° W      | ۲۵.۰ کیلومتر |